# 华北岩蕨
华北岩蕨（学名：Woodsia hancockii）为岩蕨科岩蕨属下的一个种。

## 扩展阅读
- 維基物種上的相關：华北岩蕨